# Laurie Allan
Laurie Allan (* 19. Februar 1943 in London) ist ein britischer Schlagzeuger, der vor allem in Fusionbands der Canterbury-Szene spielte.

## Leben und Wirken
Allan begann zwölfjährig mit dem Schlagzeugspiel. Er spielte zunächst Jazz, beeinflusst von Elvin Jones, Ed Blackwell, Billy Higgins und Roy Haynes. Er begleitete Roy Harper (Come out Fighting Gengis Smith) und spielte mit Chris McGregor, Dudu Pukwana und weiteren Musikern auf Gwigwi Mrwebis Mbaqanga Songs (1967). Er tourte mit Gunter Hampel und John McLaughlin in einer frühen Rockjazz-Band und trat unter anderem 1968 auf den Essener Songtagen auf.
Dann gehörte er zu Pete Browns Band Piblokto, bevor er an Chris Speddings erstem Soloprojekt teilnahm und Mitglied von  Formerly Fat Harry wurde. 1971 spielte er bei Delivery mit Steve Miller und ersetzte Pip Pyle, dessen Platz er 1972 auch bei Gong einnahm. 1973 wechselte er noch einmal zu Delivery. Im Folgejahr spielte er auf dem Album The Story so Far/Oh Really? von Miller und Lol Coxhill. 1974 und 1975 war er an Barbara Thompsons Paraphernalia beteiligt. Auch nahm er mit Robert Wyatt auf; insbesondere war er an dessen Alben Rock Bottom und Ruth Is Stranger Than Richard beteiligt. Allan arbeitete in den Folgejahren gelegentlich mit Gong, unter anderem 1978 mit Mother Gong. Weiterhin trat er mit Peter Lemer auf.
Als Studiomusiker arbeitete er auch mit Ralph McTell, Bert Jansch und Gary Windo.